# 7-es busz (Kazincbarcika)
A kazincbarcikai 7-es jelzésű autóbusz az Autóbusz-állomás és a Habselyemgyár között közlekedett, amelyet a Borsod Volán Zrt. üzemeltetett az Építők útja és a Márka ABC érintésével.

## Története
Az 1950-es, '60-as évek során alakult ki Kazincbarcika helyi tömegközlekedésének első formája. 1978-ban, a harmadik nagy menetrendi változtatással indult el a 7-es vonal akkor még Autóbusz-állomás – Habselyemgyár viszonylaton. 30 éven át semmilyen útvonalbeli változás nem történt, a 2000-es évekre munkanapokon 1 pár busz járt. Egyre jobban csökkentek az igények, a városban sorra szűntek meg a járatok. 2010-ben leállították a vonalat a Habselyemgyár bezárása miatt a 8-as, ÉRV II. telepi járattal együtt. Az útvonal belvárosi részén mai napig több száz járat közlekedik, a gyár területéhez egyetlen egy sem.

## Útvonala
| Autóbusz-állomás – Építők útja – Márka ABC – Habselyemgyár                                     | Habselyemgyár – Márka ABC – Építők útja – Autóbusz-állomás                                     |
| ---------------------------------------------------------------------------------------------- | ---------------------------------------------------------------------------------------------- |
| Egressy Béni út ➝ Építők útja ➝ Jószerencsét út ➝ Egressy Béni út ➝ Hadak útja ➝ Kenyérgyár u. | Kenyérgyár u. ➝ Hadak útja ➝ Egressy Béni út ➝ Jószerencsét út ➝ Építők útja ➝ Egressy Béni út |

## Közlekedése
| Útvonal                          | Indításszáma | Közlekedése  |
| -------------------------------- | ------------ | ------------ |
| Autóbusz-állomás – Habselyemgyár | 1 pár        | munkanapokon |

## Megállóhelyei
| 0 | Autóbusz-állomás végállomás | 0.0 km | 0 |
| 1 | Ifjúmunkás tér              | 0.7 km | 2 |
| 2 | Kórház                      | 1.1 km | 3 |
| 3 | Városháza                   | 1.6 km | 4 |
| 4 | Márka ABC                   | 2.0 km | 5 |
| 5 | Alkotmány utca              | 2.4 km | 7 |
| 6 | Habselyemgyár végállomás    | 3.5 km | 8 |